# Katarzyna Kucharska
Katarzyna Kucharska – polska psychiatra, dr hab., profesor uczelni Instytutu Psychologii Wydziału Filozofii Chrześcijańskiej Uniwersytetu Kardynała Stefana Wyszyńskiego.

## Życiorys
W 1996 ukończyła studia medyczne w Akademii Medycznej im. prof. Feliksa Skubiszewskiego w Lublinie, 9 listopada 2000 obroniła pracę doktorską Zaburzenia procesów emocjonalnych u chorych na schizofrenię paranoidalną we wczesnych i późnych stadiach procesu schizofrenicznego oraz u pacjentów ze zlateralizowanym uszkodzeniem mózgu, następnie uzyskała stopień doktora habilitowanego. Została zatrudniona na stanowisku asystenta w Katedrze i Klinice Psychiatrii na I Wydziale Lekarskim z Oddziałem Stomatologicznym Uniwersytetu Medycznego w Lublinie.
Była profesorem nadzwyczajnym w Instytucie Psychiatrii i Neurologii i starszym wykładowcą w Hull York Medical School.
Jest profesorem uczelni Instytutu Psychologii Wydziału Filozofii Chrześcijańskiej Uniwersytetu Kardynała Stefana Wyszyńskiego.